# Me and My Monkey (Robbie Williams-dal)
A Me And My Monkey című dal Robbie Williams brit popénekes Escapology című stúdióalbumának 10. dala. A stúdióalbum 2002. november 18-án jelent meg az Egyesült Királyságban. A számot Robbie Williams és Guy Chambers írta Thaiföldön.

## A dalról
| „                 | Guy és én Thaiföldön írtuk a dalt. Nem tudom, honnan jött az ötlet. Talán így kezdődött: "én és a majmom, az overallja és a görkorcsolyája..." és úgy gondoltam, "ez érdekes - kíváncsi vagyok, mi lesz ebből". És a többi jött magától. Érdekes volt összehozni a karaktereket, és a történet végét nyitva hagyni, hogy a hallgató döntsön. Így szól a szöveg: "én és a majmom...megpróbálom megérteni, miért tette, amit tett". És nem tudom, mit tett. Egy nap talán kitalálom. | ” |
| – Robbie Williams | |   |

## Másik verzió
Williams így mesélte el a dal születésének történetét a The Mail on Sunday című lapnak: "Szingapúrban beszélgettem egy lánnyal. Azt kérdezte: "Hogyan írsz meg egy dalt? Ezt válaszoltam: "Bármiről tudsz írni, ami az eszedbe jut, mondj két dolgot és írok neked egy dalt ma délután. A lány így válaszolt: "Majmok és görkorcsolya".

## A történet
A dal Robbie Williamsról, egy őrült görkorcsolyás, overallos majomról és egy veszélyes mexikóiról szól, akinek fegyvere van. Robbie és a majom úton vannak Las Vegasba, hogy mulassanak egyet. Egy hotelbe mennek, amelynek a neve Mandalay Bay Hotel. Kólát rendelnek és néhány kurvát. Aztán Sheena Easton előadását nézik meg, aki a majom kedvence. Közben drogoznak. Elhatározzák, hogy black-jacket fognak játszani, de a mexikói hirtelen Robbie-ra és a majomra fogja a fegyverét. Robbie nem igazán tudja, hogyan fog végződni ez az őrült helyzet.
Úgy tűnik, mintha a majom  barátja lenne Robbie-nak, de valószínű, hogy ő inkább Robbie másik személyisége. Olyan, mintha a személyisége különböző irányokba menne. Ezek az irányok lehetnek jók, vagy rosszak. A majom az egyik irány, a mexikói a másik. Amikor a személyiség a majom, akkor sokkal rizikósabb, mint az igazi Robbie. A majom olyan dolgokat mer megtenni, amiket Robbie nem. Ebből az egyik a drogozás. A történet végén látszik, amikor a mexikói belép a színre. Nem Robbie fog meghalni, hanem a majom. Kell lenni egy oknak, ami miatt a mexikói megöli a majmot. Mint egy hazárdjátékban.
A mexikói a drog szimbóluma. Mexikó az a hely, ahol könnyű droghoz jutni. Amikor Robbie El Segundo-ban járt, amely közel van a mexikói határhoz, elhagyta a pénztárcáját. Ez annak a szimbóluma, hogy a majom vezette Robbie-t Mexikóba, hogy az összes pénzt drogra költsék. A mexikói annak a szimbóluma, amikor Robbie veszélyes drogok hatása alatt van. A drog ölni tud, és ahogy a dalból látjuk, a mexikói igazán veszélyes.
Las Vegas a gyors élet szimbóluma. A szerencsejáték, a pénz, a tolvajok, a drogok városa. Ha a történet New Yorkban játszódott volna, azt gondolhatnánk, hogy Robbie csak ki akart próbálni valami újat, de az, hogy Las Vegasban játszódik, arra enged következtetni, hogy Robbie gyorsan éli az életét. A blackjack-terem Las Vegasban megfelelő hely a hazárdjátékra a dalban, mert ez olyan, mint egy nyertes, vagy vesztes játék. A dalban inkább az élet-halál játék.
A dal végén a mexikói fegyvert fog Robbie-ra, aztán a majomra. Robbie és a majom is fegyvert ránt és így néznek egy ideig farkasszemet, aztán a film végén a majom eltűnik, elsötétül a kép és eldördül a lövés.
A Me and My Monkey megmutatja, milyen szörnyű az élet alkohollal és drogokkal, amelyek az emberből legrosszabbat hozzák ki. Robbie mindig együtt fog élni a legmélyebb sebeivel, ezt mindenki tudja, de ő rájött, hogyan kezelje a drogfüggőséget.

## Formátumok
| Verzió | Hossz   | Album címe                    | Kiadó        | Sorozatszám     | Formátum | Megjelenés dátuma    |
| ------ | ------- | ----------------------------- | ------------ | --------------- | -------- | -------------------- |
|        | 7p 12mp | Escapology                    | EMI          | 58 0579 2       | CD       | 2002. november 18.   |
|        | 7p 12mp | Escapology                    | RW/Chrysalis | 7243 5439941 1  | LP       | 2002                 |
| élő    | 7p 21mp | Live Summer 2003              | EMI          | 59 4643 2       | CD       | 2003. szeptember 29. |
| élő    |         | What We Did Last Summer (DVD) | EMI          | 7243 599088 9 2 | DVD      | 2003. november 24.   |

## Közreműködők
- Robbie Williams - vezető vokál[2]
- Guy Chambers - akusztikus gitár
- Neil Taylor - akusztikus gitár, elektromos gitár
- Gary Nuttall - elektromos gitár
- Melvyn Duffy - pedálos steel gitár
- Greg Leisz - pedálos steel gitár
- Phil Palmer - spanyol gitár
- Phil Spalding - basszusgitár
- Steve Sidwell - trombita
- Simon Gardner - trombita
- Bryony Rump - cselló
- Jeremy Stacey - dobok
- Alex Acuna - ütős hangszerek

## Video
A dal videóklipjét Steven Edge, Williams barátja készítette. Steve Edge egy 20 éves művész hallgató Berkshire-ből, Dachetből. Surrey-ben, az Művészeti és Dizájn Intézetben tanul, 9 éve foglalkozik a 3D animációval, amióta megnézte a Wallace and Gromit nagy napja című filmet. Egy évvel később elkészítette első filmjét, egy 6 perces animációs filmet egy emberről és a kutyájáról, akit Growl-nak hívnak.
A Me And My Monkey klipje egy briliáns animációs film. Elkészítése 3 hónapba telt. A filmben a dal minden egyes sora megelevenedik: ahogy Williams és majma egy fekete Chevrolettel elindul Las Vegas felé, ahol egy motelben szállnak meg, aztán....

## Külső források
- 2003, Abbey Road koncert (DVD felvétele)
- A dal videóklipje a Youtube-on
- Williams a dalt énekli koncerten
- Knebworth
- A Mandala Bay Hotel honlapja